# Volba prezidenta Československa
Volba československého prezidenta se konala dvojím způsobem. Buď to byla volba tajná, při níž volitelé hlasovali volebním lístkem se jménem kandidáta (ev. beze jména, prázdným hlasovacím lístkem), či veřejně, aklamací. Při volbě aklamací se hlasy provolávajících nesčítaly, neboť se vždy jednalo o volbu demonstrativní, jednohlasnou. V době mezi lety 1936 až 1990 byly volby často prováděny formálně jako tajné, ovšem s jediným předjednaným kandidátem, který byl zvolen drtivou většinou hlasů, takže se tento způsob fakticky blížil aklamaci.

## Ústavní vývoj

### Seznam prezidentských voleb v Československu
| Rok  | Datum         | Zvolený kandidát       | Typ volby | Článek                               | Ostatní kandidáti                               |
| ---- | ------------- | ---------------------- | --------- | ------------------------------------ | ----------------------------------------------- |
| 1918 | 14. listopadu | Tomáš Garrigue Masaryk | aklamace  | Volba prezidenta Československa 1918 | žádný                                           |
| 1920 | 27. května    | Tomáš Garrigue Masaryk | tajná     | Volba prezidenta Československa 1920 | August Naegle (DNP)                             |
| 1927 | 27. května    | Tomáš Garrigue Masaryk | tajná     | Volba prezidenta Československa 1927 | Václav Šturc (KSČ)                              |
| 1934 | 24. května    | Tomáš Garrigue Masaryk | tajná     | Volba prezidenta Československa 1934 | Klement Gottwald (KSČ)                          |
| 1935 | 18. prosince  | Edvard Beneš           | tajná     | Volba prezidenta Československa 1935 | Bohumil Němec (RSZML, odstoupil)                |
| 1938 | 30. listopadu | Emil Hácha             | tajná     | Volba prezidenta Československa 1938 | žádný                                           |
| 1946 | 19. června    | Edvard Beneš           | tajná     | Volba prezidenta Československa 1946 | žádný                                           |
| 1948 | 14. června    | Klement Gottwald       | veřejná   | Volba prezidenta Československa 1948 | žádný                                           |
| 1953 | 21. března    | Antonín Zápotocký      | veřejná   | Volba prezidenta Československa 1953 | žádný                                           |
| 1957 | 19. listopadu | Antonín Novotný        | veřejná   | Volba prezidenta Československa 1957 | žádný                                           |
| 1964 | 12. listopadu | Antonín Novotný        | veřejná   | Volba prezidenta Československa 1964 | žádný                                           |
| 1968 | 30. března    | Ludvík Svoboda         | tajná     | Volba prezidenta Československa 1968 | žádný                                           |
| 1973 | 22. března    | Ludvík Svoboda         | tajná     | Volba prezidenta Československa 1973 | žádný                                           |
| 1975 | 29. května    | Gustáv Husák           | tajná     | Volba prezidenta Československa 1975 | žádný                                           |
| 1980 | 22. května    | Gustáv Husák           | tajná     | Volba prezidenta Československa 1980 | žádný                                           |
| 1985 | 22. května    | Gustáv Husák           | tajná     | Volba prezidenta Československa 1985 | žádný                                           |
| 1989 | 29. prosince  | Václav Havel           | veřejná   | Volba prezidenta Československa 1989 | žádný                                           |
| 1990 | 5. července   | Václav Havel           | tajná     | Volba prezidenta Československa 1990 | žádný                                           |
| 1992 | 3. července   | žádný                  | tajná     | Volba prezidenta Československa 1992 | Václav Havel                                    |
| 1992 | 16. července  | žádný                  | tajná     | Volba prezidenta Československa 1992 | Miroslav Sládek                                 |
| 1992 | 30. července  | žádný                  | tajná     | Volba prezidenta Československa 1992 | Marie Kristková, Zdeněk Pinta, Zdeněk Procházka |
| 1992 | 6. srpna      | žádný                  | tajná     | Volba prezidenta Československa 1992 | žádný                                           |
| 1992 | 24. září      | žádný                  | tajná     | Volba prezidenta Československa 1992 | Jiří Kotas                                      |
| 1992 | 6. srpna      | žádný                  | tajná     | Volba prezidenta Československa 1992 | žádný                                           |
| 1992 | 2. října      | žádný                  | tajná     | Volba prezidenta Československa 1992 | žádný                                           |
| 1992 | 26. listopadu | žádný                  | tajná     | Volba prezidenta Československa 1992 | žádný                                           |
| 1992 | 2. prosince   | žádný                  | tajná     | Volba prezidenta Československa 1992 | žádný                                           |